# Special Forces
Pour les articles homonymes, voir Special forces (homonymie) et SF.
Les Special Forces (SF), en français Forces Spéciales, plus connues sous leur surnom de « Bérets verts » (Green Berets), est le nom d'une des entités faisant partie des forces spéciales de l'United States Army (Armée de terre américaine).
Spécialisées dans les actions commandos, la guerre non conventionnelle ainsi que la formation de troupes alliées, elles ont, depuis leur création en juin 1952, été engagées dans la plupart des conflits impliquant les États-Unis.

## Missions
Les bérets verts ont sept types de missions principales selon le manuel des forces d'opérations spéciales de l'US Army :
- guerre non conventionnelle (Unconventional Warfare ou UW) : définie comme une large gamme d'activités, généralement conduites sur une longue durée, avec des forces indigènes ou supplétives. C'est le noyau fondamental des missions des SF, qui sont spécifiquement organisées et formées pour la guerre non conventionnelle. Généralement, les SF forment, encadrent voire commandent des forces étrangères alliées (armées ou guérillas) contre un ennemi commun ;
- formation de troupes étrangères (Foreign Internal Defense, FID) : un autre rôle important des SF, bien qu'il soit également mené par des unités classiques comme les Marine Expedionary Unit (Special Operations Capable). Il s'agit d'aider un gouvernement allié à lutter contre une guérilla qui cherche à le renverser ;
- action commando (Direct Action, DA) : ces missions concernent des attaques faites par surprise et avec rapidité sur des objectifs à haute valeur stratégique (postes de commandement, dépôts de munitions, bases aériennes ou portuaires, etc.) ainsi que la libération d'otages et l'élimination ciblée ;
- reconnaissance spéciale (Special Reconnaissance, SR) : missions de reconnaissance d'importance stratégique ou opérationnelle. Elles sont en général conduites en profondeur derrière les lignes ennemies ;
- contre-terrorisme (Counterterrorism, CT) : toutes les unités SF peuvent appuyer des opérations de contre-terrorisme. Des unités SF spécialement organisées, équipées et entraînées font partie des plans de réserve de théâtre pour des opérations de contre-terrorisme ;
- soutien limité aux Information Operations (IO) : emploi de divers moyens pour influencer, interrompre ou compromettre la prise de décision adverse ;
- contre-prolifération d'armes de destruction massive (Counterproliferation, CP) : la mission peut comprendre la localisation, la capture ou la récupération de telles armes.

## Historique
Les différentes forces armées des États-Unis avaient fondé pendant la Seconde Guerre mondiale un certain nombre de forces spéciales, notamment les unités de l'OSS et le 1st Special Service Force, connu sous le nom de la Brigade du Diable (Devil's Brigade). Mais ces unités furent dissoutes après la fin de la guerre.

### Pendant la Guerre froide
Ces activités furent d'abord reprises au début de la guerre froide par l'agence nouvellement créée, la Central Intelligence Agency (CIA), mais les échecs de « l'agence » dans ses opérations pendant la guerre de Corée, ont conduit les militaires américains à créer leurs propres forces spéciales.
Le 15 janvier 1951 est créé l'Office of the Chief of Psychological Warfare, précédant de peu celle du Psychological Warfare Center à Fort Bragg en mai 1951. Le nom de « Psychological » a été en partie choisi pour dissimuler ses vraies activités, car elles comprennent à la fois la guerre psychologique et les activités de forces spéciales. Il sera d'ailleurs renommé Special Warfare Center (en) en 1956.
La première unité des Special Forces est le 10th SFG (Special Forces Group ; la dénomination complète est Special Forces Group (Airborne) ou SFG (A)), créé le 19 juin 1952 et placé sous le commandement du colonel Aaron Bank, un ancien du 1st Special Service Force. Le nombre 10 a été choisi pour tromper les Soviétiques sur le nombre de SFG existants. Les membres de l'unité sont alors des vétérans du 1st Special Service Force, de l'Office of Strategic Services (OSS), de la Parachute Infantry (troupes aéroportées) et des guérillas du Pacifique. Cette unité a alors deux missions, la guerre non conventionnelle (guérilla) et la guerre psychologique. La doctrine de l'époque du 10th SFG le consacre uniquement à un éventuel conflit ouvert entre le bloc communiste et le bloc capitaliste. Dans cette optique d'une Troisième Guerre mondiale, les Special Forces auraient pour mission de s'infiltrer dans les territoires européens envahis par l'Armée rouge et d'agir sur ses arrières, notamment en liaisons avec les résistances qui se formeraient dans les pays envahis.
Parmi les premiers membres de ce centre figurent quelques dizaines d'étrangers originaires d'Europe de l'Est qui se sont engagés dans le cadre du Lodge Act (Public Law 957, loi promue par le sénateur républicain du Massachusetts Henry Cabot Lodge, Jr., qui leur permettait d'obtenir la citoyenneté américaine après cinq ans de service dans l'armée), parmi lesquels Lauri Törni.

### Guerre contre-insurrectionnelle
À partir des années 1950, les États-Unis et l'Union des républiques socialistes soviétiques (URSS) tentent de placer des gouvernements alliés dans un maximum de pays. Un grand nombre de pays alliés des États-Unis font face à des guérillas communistes, qui parviennent même à Cuba à s'emparer du pouvoir. En Asie du Sud-Est, d'autres guérillas menacent les pays alliés : Viêt-Cong au Viêt Nam et Pathet Lao au Laos.
Les Special Forces sont parmi les premières troupes américaines engagées dans la lutte contre ces guérillas, mais constatent vite la faiblesse des tactiques utilisées. Un changement doctrinal s'opère, notamment avec l'aide d'experts français de la contre-guérilla, dont les méthodes ont été mises au point pendant la guerre d'Algérie et en particulier la bataille d'Alger. Ces doctrines ne concernent pas seulement les tactiques mises en œuvre pour éliminer les guérillas, mais prennent en compte l'importance du peuple entier dans la participation aux insurrections. La doctrine mise au point, appelée contre-insurrection (Counter-insurgency, abrégée en « COIN »), sera largement mise en œuvre pendant la guerre du Viêt Nam. On peut noter, entre autres missions, l'intervention de 75 hommes de la compagnie E du 7th SFG lors de la seconde occupation de la République dominicaine par les États-Unis en 1965.

### Guerre en Asie du Sud-Est

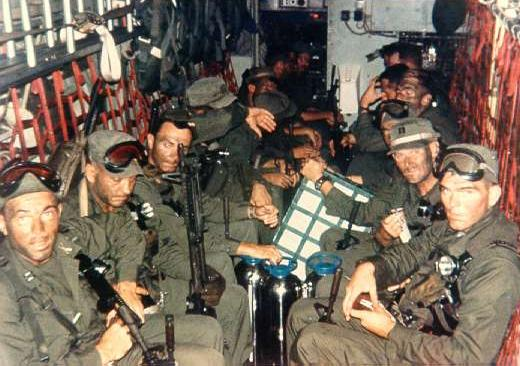
En partance pour la tentative de libération de prisonniers de guerre à Son Tay en 1970.

Sous les présidences de Dwight D. Eisenhower puis de John Fitzgerald Kennedy, les Special Forces se développent et, en tant que spécialistes de la guerre non conventionnelle et chargées de l'instruction des armées alliées, elles seront les premières engagées (directement ou indirectement) contre les guérillas communistes dans les pays alliés des États-Unis. Pour ce faire, de nouveaux Special Forces Groups sont créés, aux côtés du 10th SFG qui reste axé sur l'Europe.
En 1957, est créé le 1st SFG à Okinawa (Japon), d'où sont issus les unités des Special Forces qui seront envoyés en Asie du Sud-Est. Cette même année marque l'arrivée de quelques dizaines d'entre eux au Viêt Nam pour l'instruction de l'armée de la République du Viêt Nam (ARVN). Toutefois c'est au Laos qu'ils vont participer directement aux premiers combats. À partir de 1959, les Special Forces et la CIA opèrent au Laos en civil, relégués au second plan par les militaires français. Le repli de la France du Laos permettra aux Special Forces d'opérer en uniforme. Dans le cadre de l'opération Hotfoot (en) puis White Star, elles forment l'armée laotienne et des milices rurales pour la lutte contre le Pathet Lao, permettant de défaire celui-ci au cours de l'année 1962.
Cette expérience du Laos permet aux Special Forces de se familiariser avec les tâches (instruction d'armées alliées, reconnaissance, opérations spéciales) qu'elles mèneront au Viêt Nam. En septembre 1962 est constitué l’« US Army Special Forces, Vietnam, Provisional », un groupe des Special Forces détaché au Viêt Nam et basé à Saïgon, puis à Nha Trang à partir de 1963. Il deviendra le 5th SFG en octobre 1964 et formera notamment les maquis anticommunistes CIDG (« Civilian Irregular Defense Group », se prononce « sid-gee ») parmi les ethnies non vietnamiennes, les milices RF et PF (Regional Forces et Popular Forces) d'autodéfense des villages stratégiques, et à partir de 1966 la Mobile Strike Force dite « Mike Force ».
Dans leurs actions, les Special Forces se montrent efficaces mais ont besoin de l'appui des forces conventionnelles, notamment la 1re division de cavalerie qui mène en 1965 la campagne de Pleiku pour protéger les camps des Special Forces des attaques Viêt-Cong du Front national de libération du Sud Viêt Nam. À leurs côtés sont formées de nombreuses autres forces spéciales, comme les SEAL et les unités de reconnaissance Ranger et Long-range reconnaissance patrol (en) (LRRP) ou « Lurps »). Les éléments du Military Assistance Command, Vietnam – Studies and Observations Group seront pour une large part recrutés parmi les SF. L'une des dernières opérations des bérets verts au Viêt Nam est le raid de Son Tay.

### Après le Viêt Nam

Le sergent Gregory Fronius entraînant un soldat salvadorien au tir.

De 1981 à 1992, les Special Forces furent impliquées dans la guerre civile du Salvador aux côtés du gouvernement contre la guérilla du Front Farabundo Martí de libération nationale (FMLN), principalement en entraînant les forces gouvernementales. Les effectifs de celles-ci passèrent de 8 000 hommes avant 1980 à 54 000 en 1987. 
Pour rassurer le Congrès que les forces américaines ne se retrouveraient pas impliquées directement dans ce conflit comme elles l'avaient été au Viêt Nam, l'exécutif imposa une limite de 55 au nombre de soldats US déployés pour un an au Salvador (des A-teams effectuaient des tours de courte durée, six à douze semaines, ce qui fait qu'en 1987 il y avait plus de 150 soldats US réellement déployés dans ce pays). Cette limite empêchait les Américains (principalement des SF) de s'impliquer directement dans les opérations et les forçait à se concentrer sur la formation des troupes locales. Ce n'était pas sans risques pour autant : lors d'une attaque de guérilla sur le quartier-général de la 4e brigade d'infanterie à El Paraíso le 31 mars 1987, le Sergeant First Class Gregory A. Fronius du 7th SFG fut tué en plus de 64 soldats salvadoriens. Le 12 septembre 1988, le camp fut à nouveau attaqué et cinq hommes du 7th SFG participèrent aux combats pour éviter que le camp ne soit submergé. En novembre 1989, lors d'une offensive du FMLN sur la capitale, dix-huit bérets verts durent se retrancher 24 heures dans un étage de l'hôtel Sheraton dont les guérilleros avaient capturé le rez-de-chaussée. En 1992, le FMLN signa des accords de paix avec le gouvernement. Une controverse éclata sur le fait que les décorations des vétérans US du Salvador étaient systématiquement minorées pour dissimuler le fait qu'ils étaient impliqués dans des combats. En 1998, le Congrès ordonna que les soldats ayant servi au Salvador soient décorés de la Armed Forces Expeditionary Medal, ce qui ouvrit aussi la porte à d'autres décorations pour combat.
À la fin des années 1980, quelques soldats des SF furent employés par la CIA pour former des moudjahidines afghans au Pakistan lors de la guerre contre les Soviétiques.
Lors de l'invasion du Panama par les États-Unis, la 3e compagnie du 7th SFG forma le noyau de la « Task Force Black », chargée de surveiller la réaction d'unités panaméennes à l'invasion. Elle captura le pont sur la rivière Pacoma pour empêcher le Bataillon 2000 panaméen d'atteindre Panama City. Après les premières phases de l'invasion, les SF furent notamment chargées de capturer des stations de radio et télévision pour empêcher la diffusion de messages de propagande du dictateur Manuel Noriega. Dans certains cas, la connaissance de la langue et du pays par les hommes du 7th SFG fut utile pour collecter des renseignements auprès des civils pour localiser des caches des supporters de Noriega.

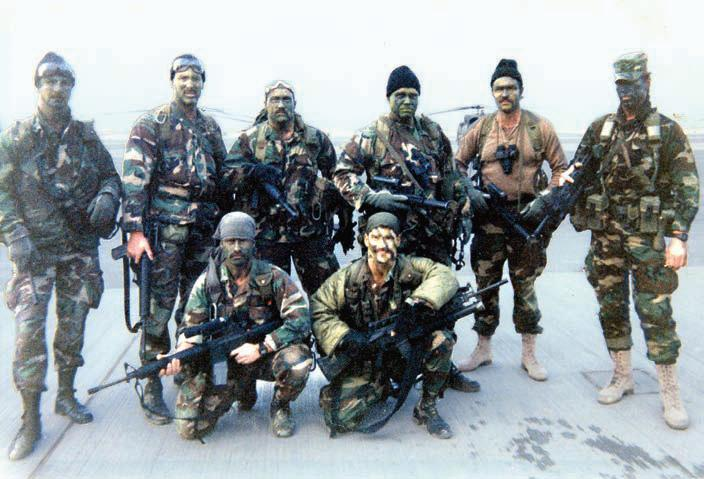
L'en 525, juste avant son infiltration en Irak.

Pendant la guerre du Golfe, les SF furent notamment utilisées comme éléments de liaison entre les unités de différents pays de la coalition. 109 Coordination and Training Teams (CTT, équipes d'entraînement et de coordination) furent ainsi mises sur pied. Peu avant l'offensive terrestre de la coalition le 24 février 1991, une douzaine d'équipes SF furent infiltrées en territoire irakien pour repérer les réactions des unités irakiennes. Trois de ces équipes furent repérées et durent être exfiltrées. L'une d'entre elles tenait ses adversaires à distance et put attendre la nuit suivante, mais les deux autres étaient menacées d'être annihilées et furent sauvées grâce à des appuis aériens et à des évacuations par hélicoptère en plein jour. Assez étonnamment, bien que ces équipes aient dû se battre pendant plusieurs heures, aucun mort ni blessé ne fut à déplorer de leur côté.
De nombreux détachements des 1st, 3rd, 5th et 10th SFG (A) furent déployés en Somalie de 1992 à 1995. Leurs missions furent très variées, que ce soit assister à la livraison d'aide humanitaire, désarmer des factions, fournir des coalition-support teams (équipes de soutien de coalition) aux forces des différents pays participant à l'opération Restore Hope, fournir des snipers pour aider à la défense des forces américaines déployées dans le pays, etc. Les règles d'engagement en la matière étaient peu restrictives car le tir était autorisé sur les technicals et les personnes porteuses d'armes collectives même sans provocation de leur part. Les SF prirent part aux missions de surveillance aérienne de Mogadiscio dites « Eyes Over Mogadishu », et aux premières opérations contre le clan de Mohamed Farrah Aidid, notamment le guidage de frappes aériennes d'AC-130. Le 23 juillet 1993, un convoi de deux Hummer DMV (Desert Mobility Vehicles) fut pris dans une embuscade dans une rue étroite de Mogadiscio. Le conducteur du véhicule de tête força le passage, conduisant d'une main tout en ripostant au pistolet de l'autre ; le véhicule passa à un mètre cinquante de ses ennemis. Les deux véhicules parvinrent à se désengager, en ayant deux blessés. Au total, les SF eurent un tué et six blessés lors des opérations en Somalie, tous appartenant au 5th SFG.

### AuXXIesiècle

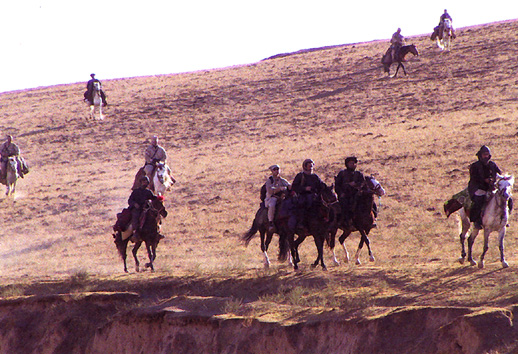
Special Forces à cheval en novembre 2001, La dernière charge de la cavalerie américaine.

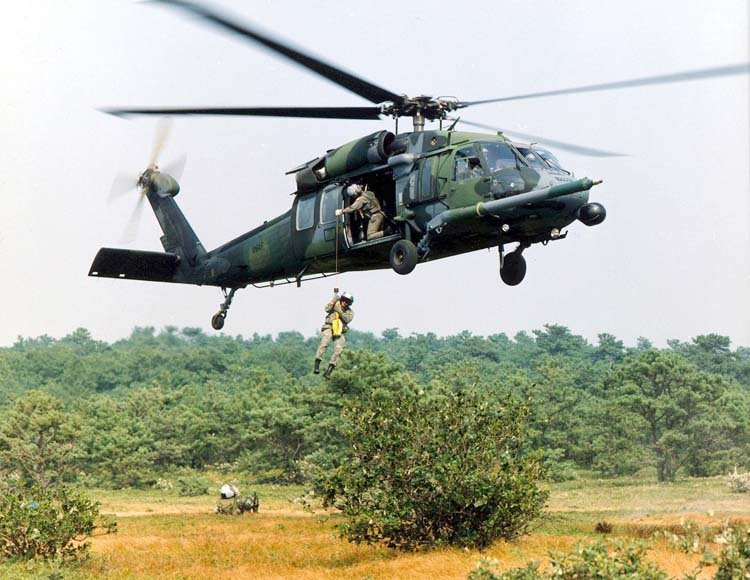
Entraînement des hommes du 19e SFG à bord d'un HH-60 Pave Hawk de la United States Air Force Weapons School.

Les Bérets Verts ont été parmi les premières forces impliquées dans la guerre d'Afghanistan. Le 5th SFG, déployé en Ouzbékistan forma le noyau d'une force opérationnelle appelée « Task Force Dagger », chargée de combattre les talibans en soutenant l'Alliance du Nord. Pour ce faire, elle infiltra des A-teams en Afghanistan chargées d'établir le contact entre les chefs de guerre anti-talibans et le United States Central Command (CENTCOM), de conseiller leurs forces et de les appuyer, notamment en guidant des frappes aériennes. Cette campagne de guerre non conventionnelle fonctionna mieux que prévu et le régime des talibans tomba 49 jours après l'infiltration des premiers A-teams, les Américains n'ayant engagé au sol qu'une force réduite comptant notamment 316 hommes des SF.
Les SF sont depuis continuellement engagés en Afghanistan contre les rébellions anti-gouvernementales. Lors d'un raid dans la vallée de Shok le 6 avril 2008, l'ODA 3336 et un groupe de commandos afghans affrontèrent des insurgés du Hezb-e-Islami Gulbuddin pendant plus de six heures, pendant lesquelles ils estimèrent avoir tué 150 ennemis. Dix des Américains furent médaillés de la Silver Star.
Les SF participèrent largement à l'« Opération liberté irakienne » avec le déploiement au quasi complet des 5th et 10th SFG. Le 5th SFG et d'autres forces spéciales infiltrèrent l'ouest de l'Irak en venant de Jordanie, se rendant maîtres d'aéroports et surveillant les voies de communications. Des troupes du 10th SFG furent parachutées au nord de l'Irak où elles prirent contact avec les rebelles kurdes Peshmerga en compagnie desquels elles lancèrent des offensives contre les troupes irakiennes et contre un groupe sunnite extrémiste proche d'al-Qaïda, l'Ansar al-Islam. Comme en Afghanistan, les SF sont depuis présents en Irak pour la reconstruction de l'armée irakienne et dans les opérations de contre-insurrection.
Le 30 mai 2007, 11 hommes de l'ODA 074 effectuèrent un saut HALO pour capturer un terroriste dans un village irakien. Le village était isolé et un réseau de guetteurs empêchait une approche par la terre. L'infiltration HALO et l'assaut furent réussis mais la personne cible de l'opération n'était pas là.
Le 4 octobre 2017, une patrouille de 11 hommes de l'ODA 3212 accompagnant une section de l'armée nigérienne dans une mission contre l'État islamique dans le Grand Sahara tombe dans l'embuscade de Tongo Tongo et perd 4 hommes.

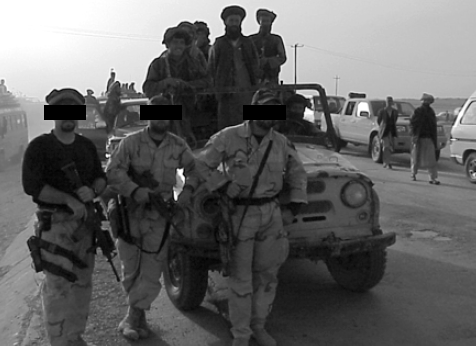
Trois membres des Special Forces posant avec des combattants afghans, le 10 novembre 2001 après la bataille de Mazar-e-Charif.
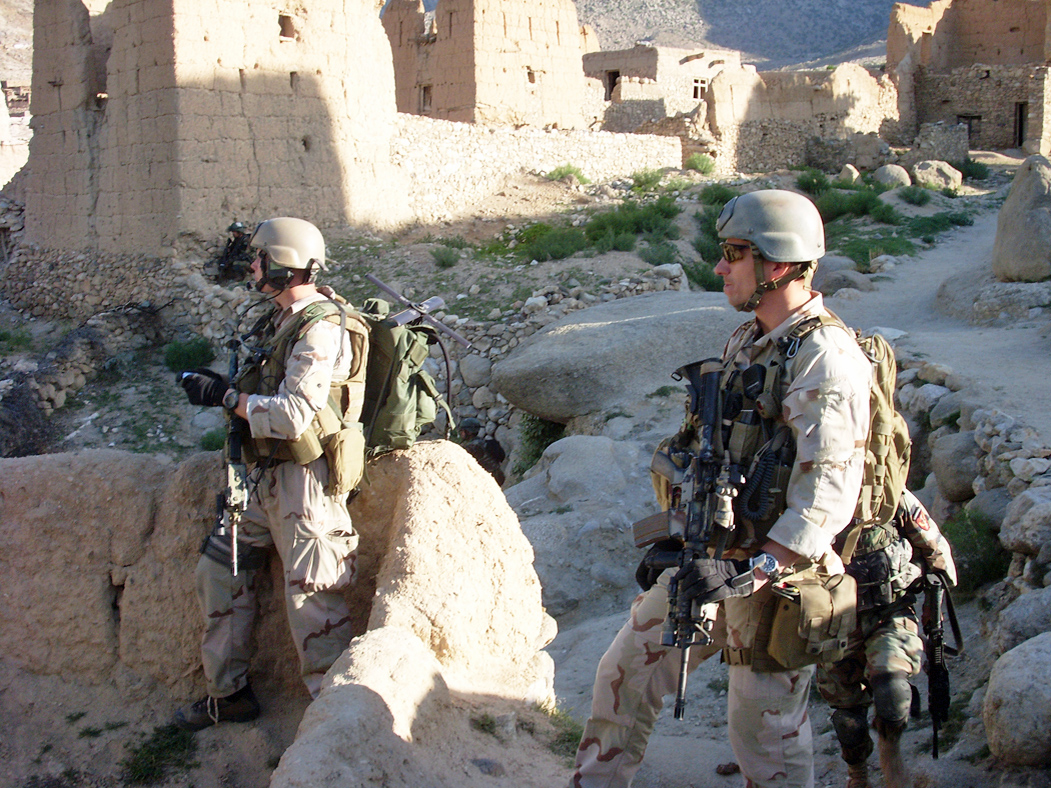
Des hommes de l'ODA 3336 en opération dans la vallée de Shok, le 15 décembre 2008.

## Organisation

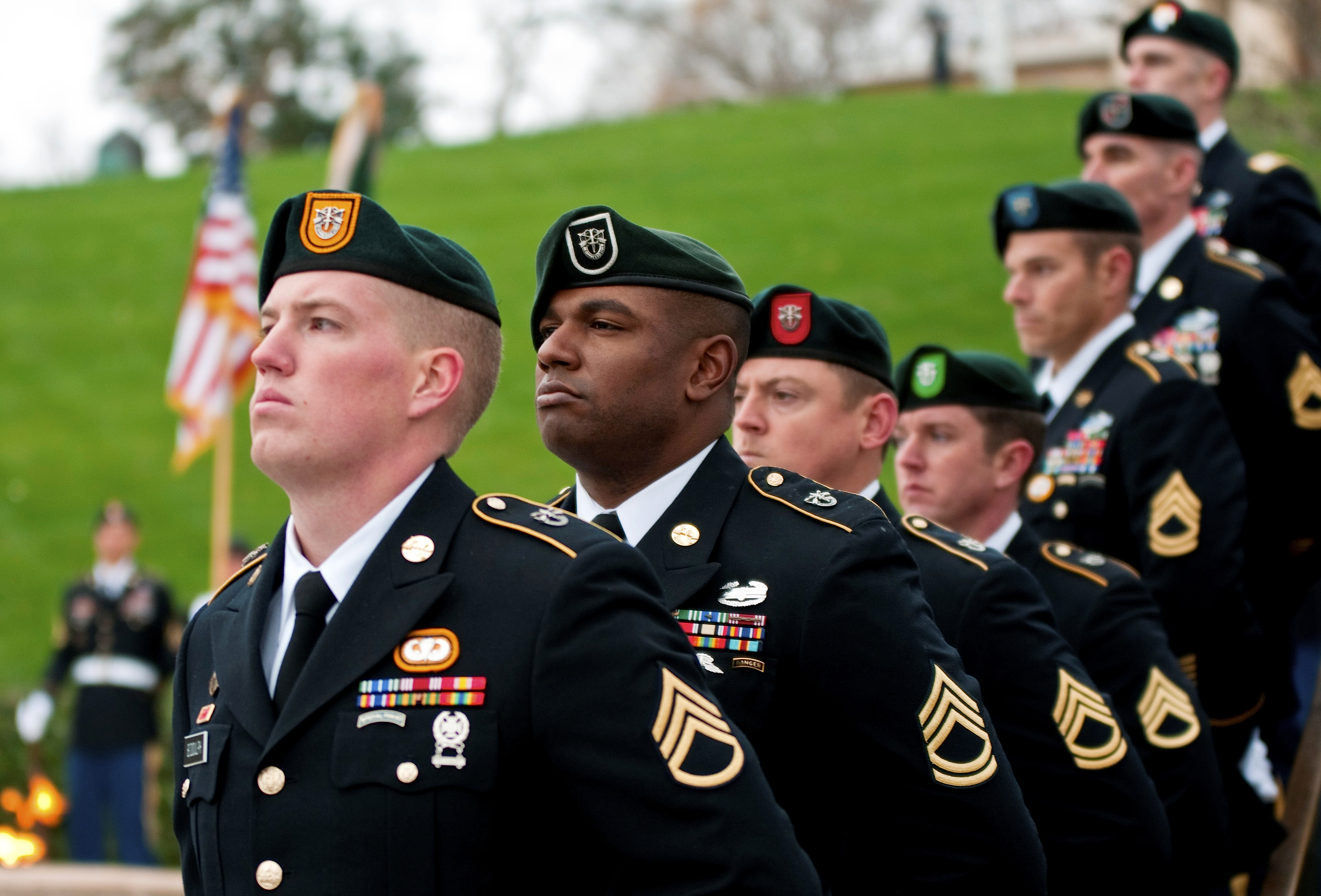
Des « bérets verts » de chacun des sept en lors d'une cérémonie de dépôt d'une couronne sur la tombe du président John F. Kennedy en 2011.

Les Bérets Verts ont leur quartier général à Fort Bragg et sont regroupés dans cinq Special Forces Groups (SFG), chacun étant spécialisé dans un théâtre d'opérations.
À cela s'ajoutent deux groupes de réservistes appartenant à la Garde Nationale. Par le passé, d'autres groupes, aujourd'hui désactivés, ont également existé (6th désactivé en 1971, 8th désactivé en 1972, 11th et 12th SFG de réserve désactivés en 1992).
En 2015, les quelque 12 000 bérets verts du US Army Special Forces Command (USASFC) sont regroupés, avec d'autres unités, dans le 1st Special Forces Command totalisant 16 710 personnes.
| Insigne | Nom          | Casernement | Théâtre d'opérations                   |
| ------- | ------------ | --- | -------------------------------------- |
|         | 1st SFG (A)  | Fort Lewis, État de Washington - 1st Battalion déployé à Okinawa - 39th Special Forces Detachment déployé à Seongnam, Corée du Sud | Pacific Command                        |
|         | 3rd SFG (A)  | Fort Liberty (Fort Bragg jusqu'en 2023), Caroline du Nord                                                                          | Central Command (parties nord et est)  |
|         | 5th SFG (A)  | Fort Campbell, Kentucky | Central Command (parties sud et ouest) |
|         | 7th SFG (A)  | Eglin Air Force Base, Floride | Southern Command et Northern Command   |
|         | 10th SFG (A) | Fort Carson, Colorado - 1st Battalion à Stuttgart, Allemagne                                                                       | European Command et Africa Command     |
|         | 19th SFG (A) | Garde nationale des États-Unis, Camp Williams, Utah                                                                                | Pacific Command et Central Command     |
|         | 20th SFG (A) | Garde nationale des États-Unis, Birmingham, Alabama                                                                                | Southern Command                       |

Un SFG compte en théorie 1 400 hommes, répartis en 4 compagnies d'appui (commandement, logistique, transmissions, renseignements) et 4 bataillons de combat rassemblant chacun 1 compagnie de commandement et 3 compagnies de combat ; celles-ci comprennent 1 cellule de commandement et 6 Operational Detachments Alpha (ODA) de 12 hommes. Les ODA, communément appelés « A-Teams » (« équipes A »), sont le pion de base des Special Forces. Ils sont désignés par un numéro qui permet d'identifier leur rattachement hiérarchique. Les détachements opérationnels B et C désignent les éléments de commandement de compagnie et de bataillon.
Les unités au sol peuvent opérer en contact avec des agents de la CIA, de spécialistes dans divers domaines spécifiques, et d'appuis aériens.

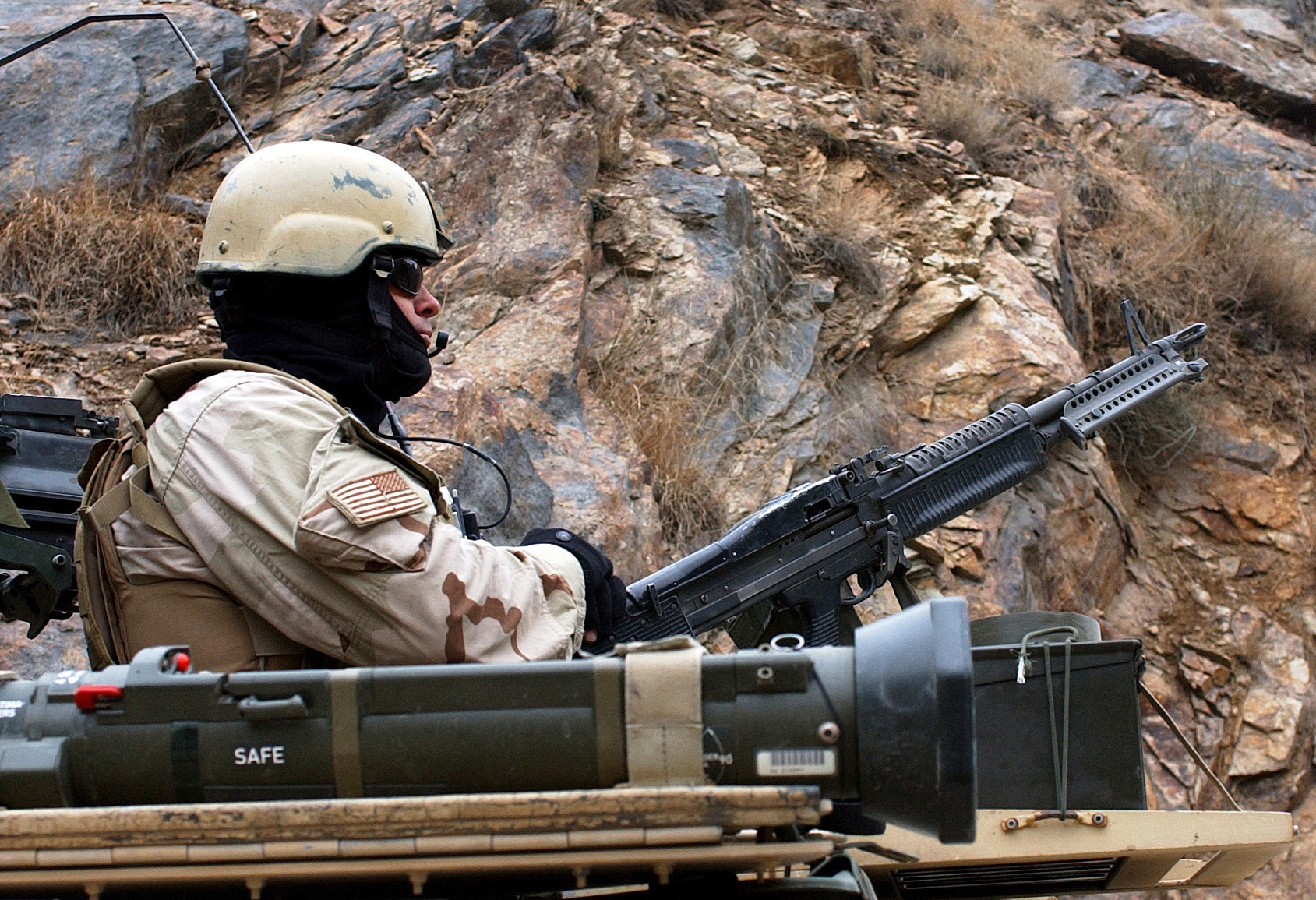
Un homme du SFG en Afghanistan en 2004.

Au sein des forces spéciales américaines (regroupées au sein du USSOCOM), les Bérets verts sont considérés comme les plus « intellectuels » des soldats d'élite : ces « techniciens de la guerre », rapides, précis et polyvalents, sont tous spécialisés dans plusieurs disciplines telles que les explosifs, les transmissions, l'ingénierie mécanique et électronique ou encore le domaine sanitaire. Ils parlent également plusieurs langues, et la plupart sont détenteurs d'une licence universitaire ou suivent en permanence une formation continue. Forts de leur expérience, la moyenne d'âge de ces soldats oscille entre 32 et 35 ans.
L'entraînement des Bérets verts est considéré comme l'un des plus durs au sein de l'armée américaine, même si les méthodes utilisées dans les années 1970 ont aujourd'hui évolué. Polyvalent, le Béret vert doit être apte à intervenir dans les airs, sous la mer ou sur la terre en milieu hostile. Il doit être capable d'utiliser son environnement pour survivre seul, dans le cas où il serait séparé de son unité.
La loi de défense quadriennale de 2006 a prévu de créer un 4e bataillon dans chaque SFG d'active à la cadence d'un bataillon par an. Le 4e bataillon du 5e SFG a été activé en août 2008, suivi de celui du 3rd SFG en août 2009, du 10th SFG en août 2010, du 1st SFG en septembre 2011 et enfin du 7th SFG en septembre 2012. À partir de 2014, les détachements de ces 4es bataillons ont été réorganisés en Operational Detachments Golf (ODG), surnommés équipes Jedburgh, chargés de reconnaître et préparer l'environnement de campagnes de guerre non conventionnelle.

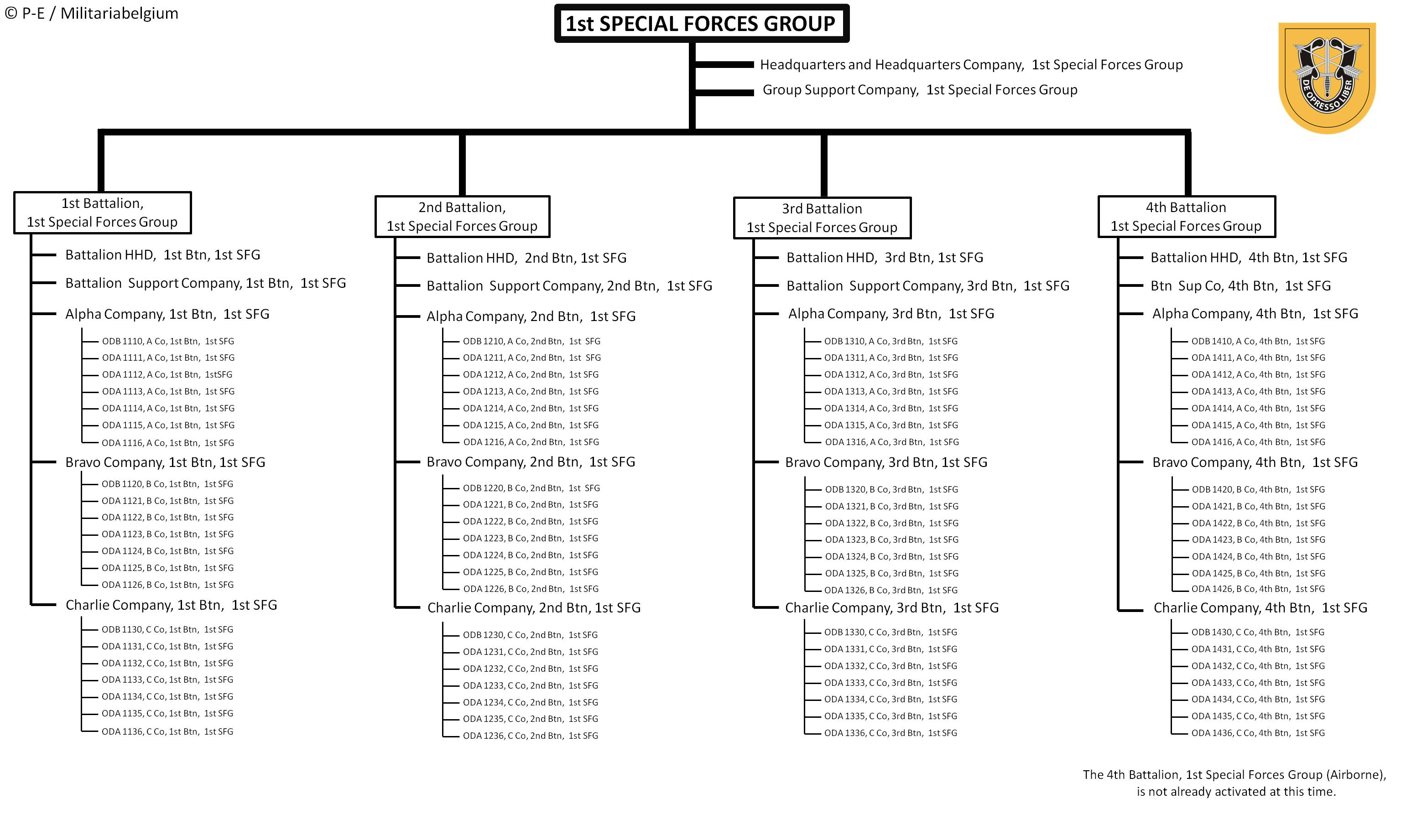
Organisation du 1st SFG(A)
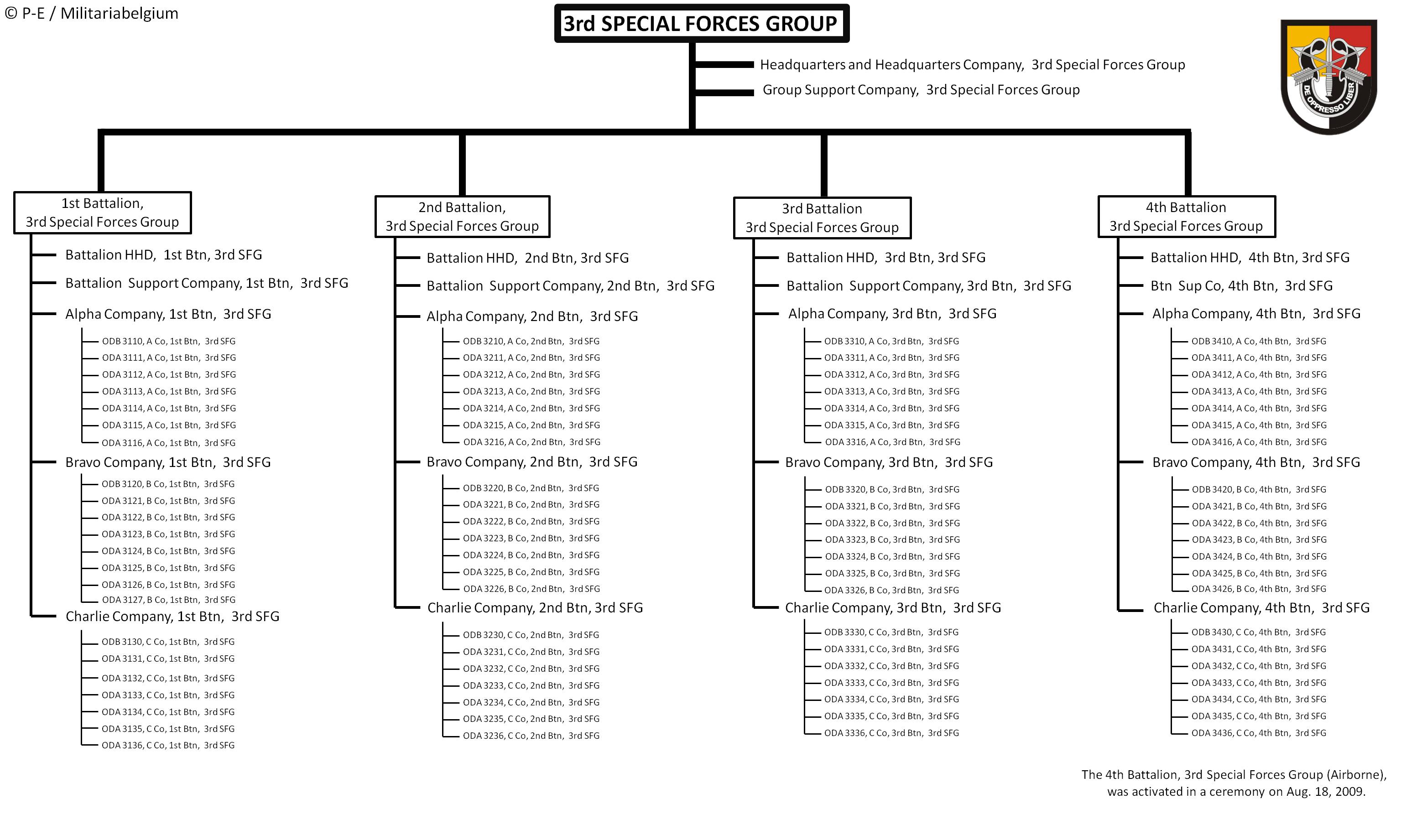
Organisation du 3rd SFG(A)
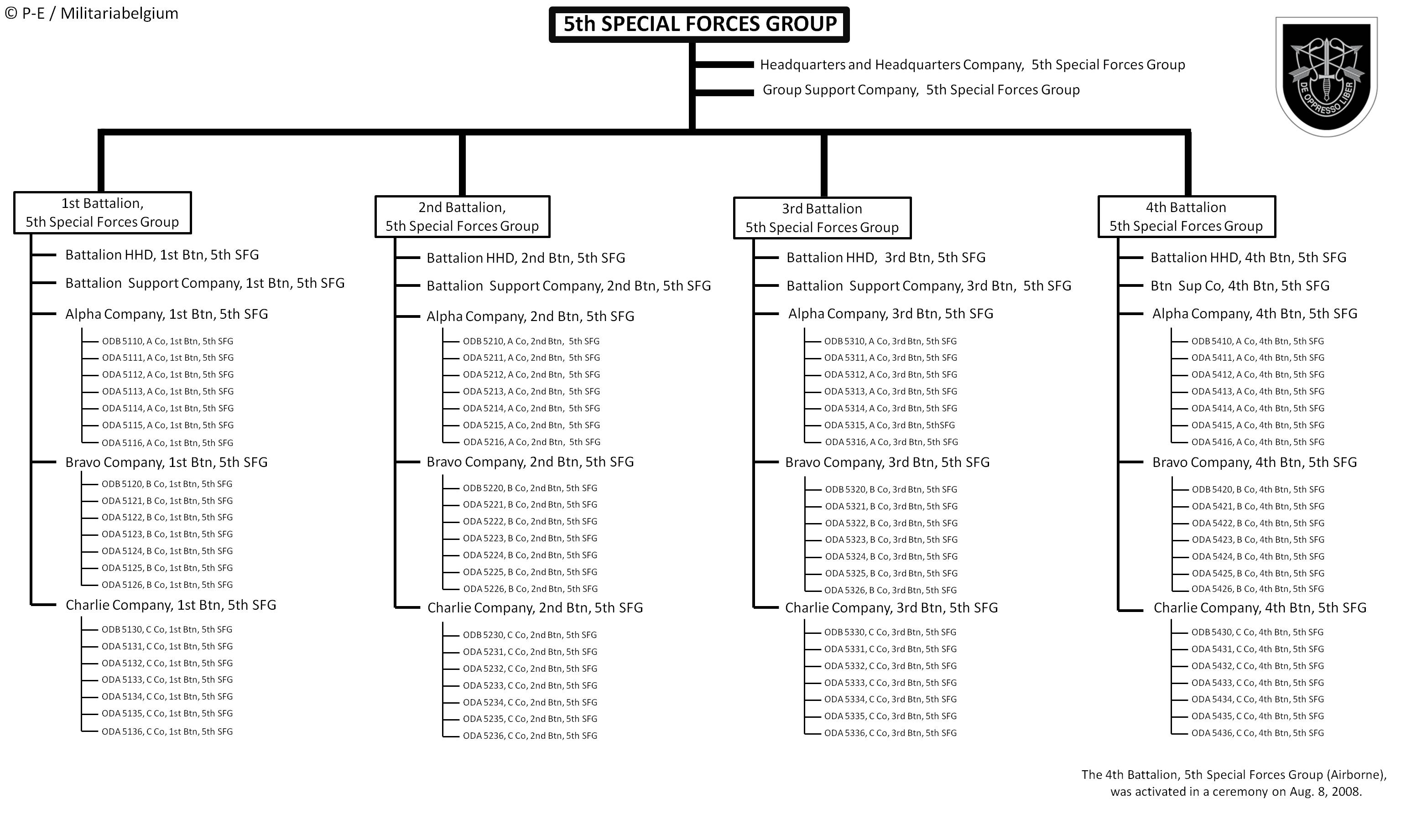
Organisation du 5th SFG(A)

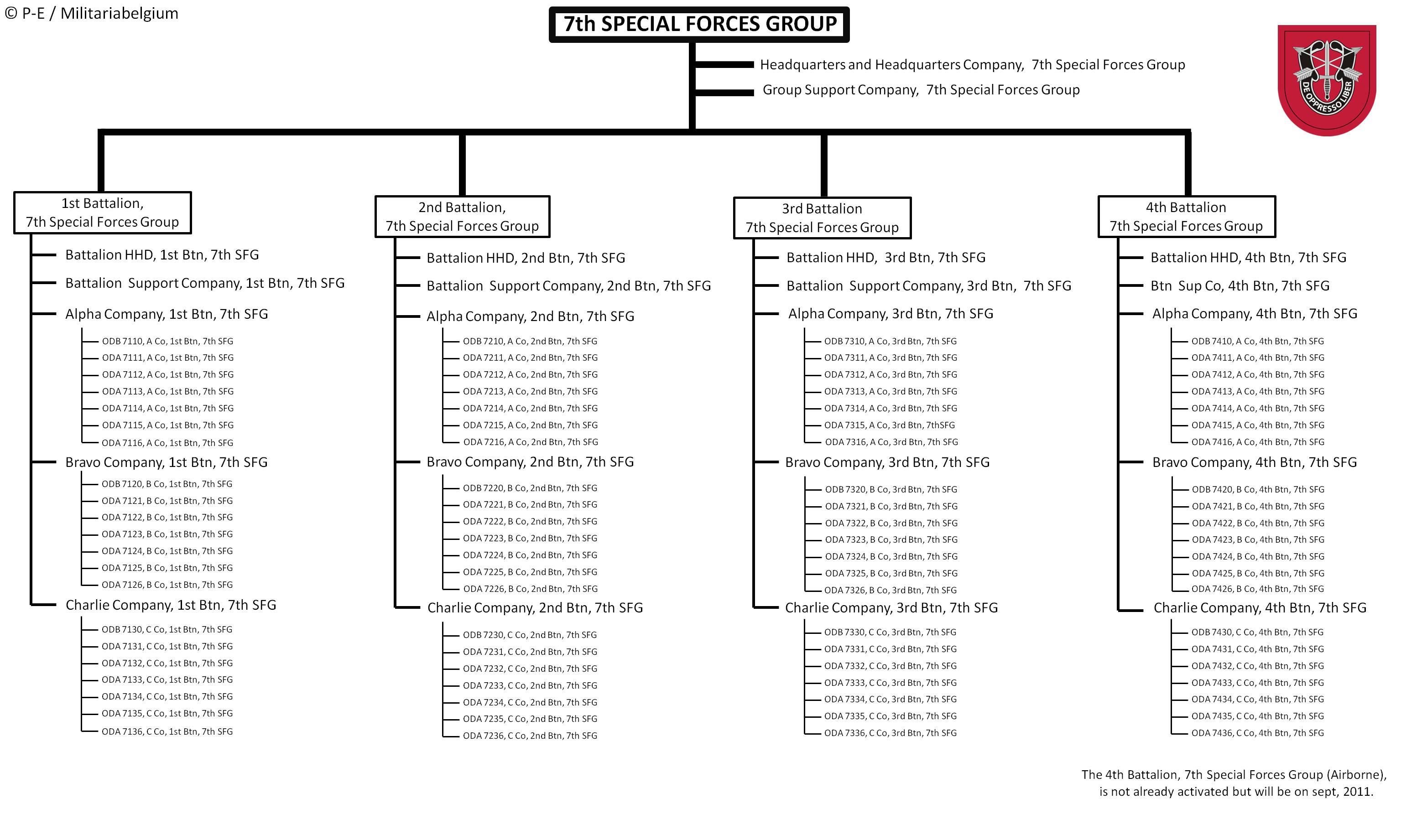
Organisation du 7th SFG(A)
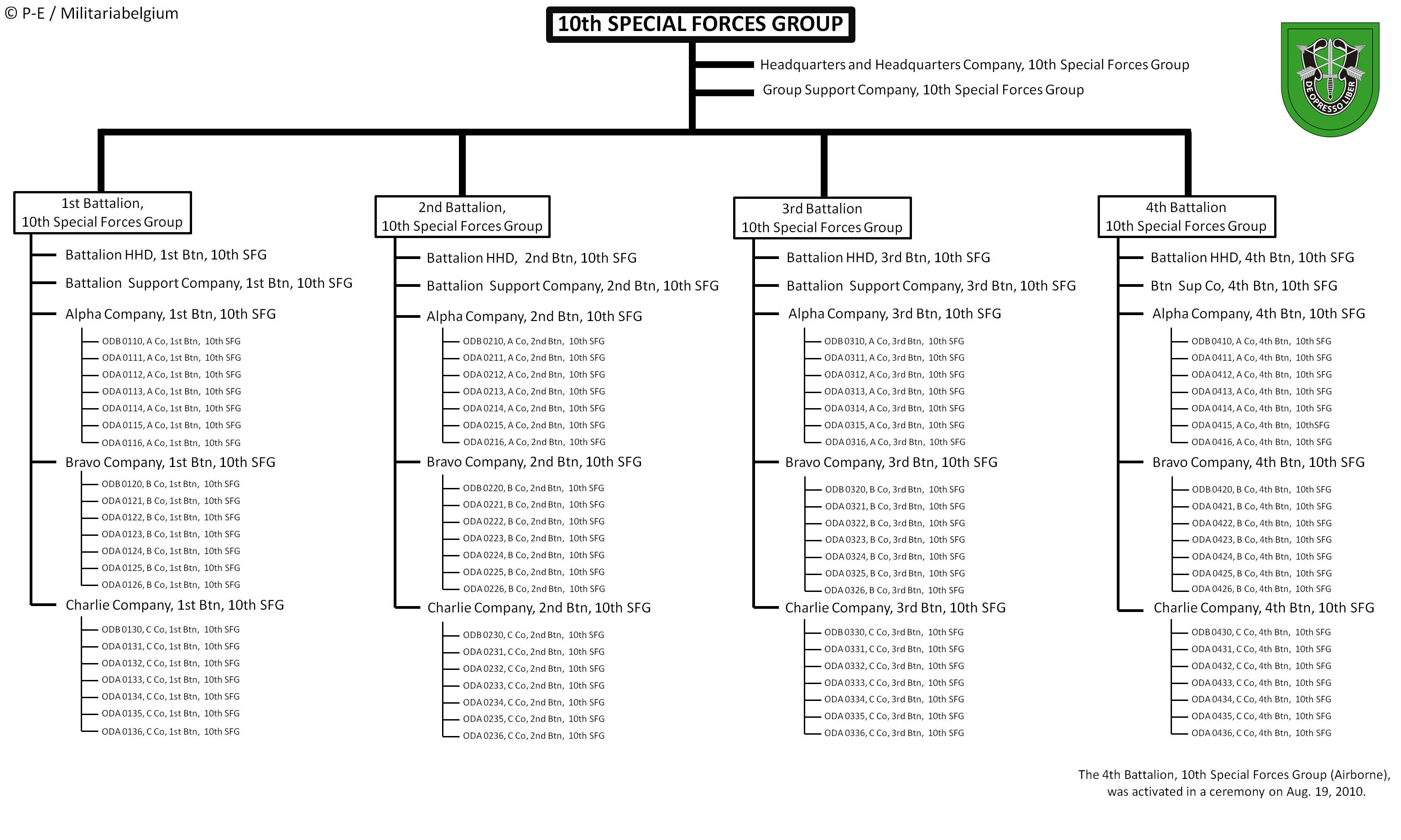
Organisation du 10th SFG(A)
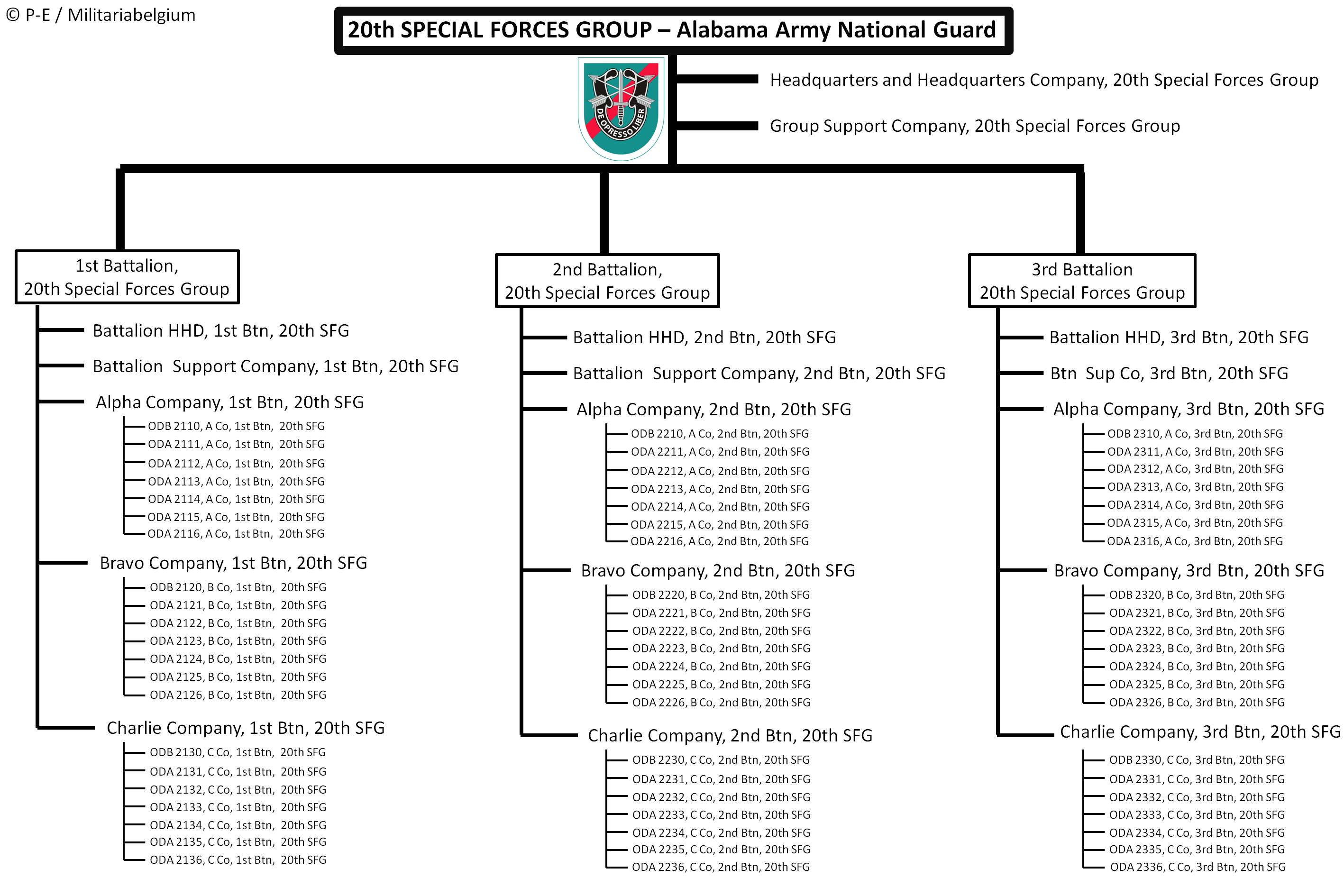
Organisation du 20th NG SFG(A)

## Traditions
La devise des Special Forces est une locution latine : De oppresso liber, qui est traditionnellement traduit en « libérer de l’oppression » ou « libérer l'opprimé ».
La branche des Special Forces est considérée comme une arme à part entière, et tout son personnel est officiellement affilié à un unique régiment de Special Forces, le 1st Special Forces Regiment, qui conserve les insignes traditionnels de la branche.

### Béret vert

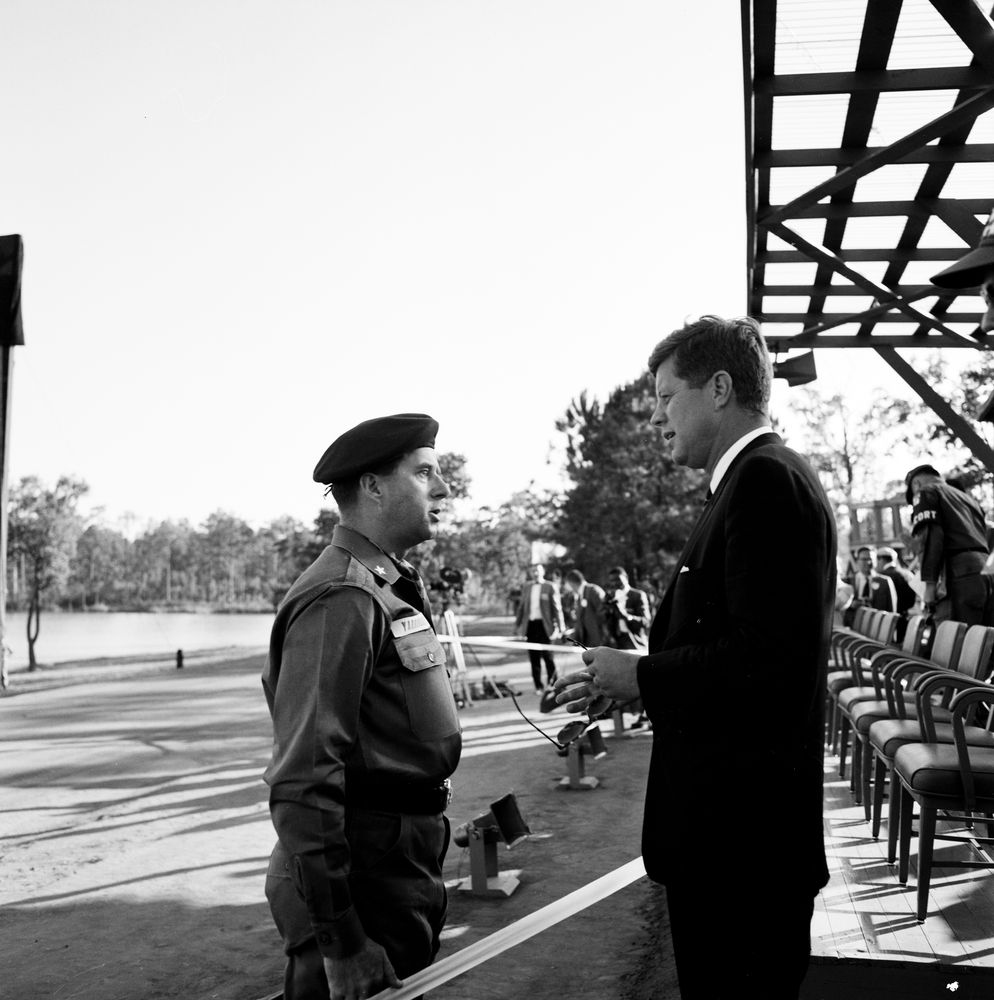
Le président des États-Unis John F. Kennedy visitant Fort Bragg, le 12 octobre 1961.

En 1954, un an environ après la création des Forces spéciales, une commission d’officiers et de sous-officiers se réunissait à Fort Bragg en Caroline du Nord et choisissait le béret vert comme coiffure pour les membres de la nouvelle unité.
Inspiré par celui des commandos britanniques de la Royal Navy, le béret vert fut porté pour la 1re fois en public en juin 1956. En décembre de la même année, le 77th SFG donna l’ordre à tout son personnel de porter le béret.
L'adoption par les Forces spéciales d’un emblème distinctif les mettaient en conflit avec la hiérarchie militaire qui exigea que le béret soit supprimé. Malgré une vigoureuse campagne pour garder le béret, l’interdiction ne fut levée qu'en octobre 1961 après que le président John F. Kennedy, fervent partisan des Forces spéciales, eut visité Fort Bragg le 12 octobre 1961 et passé en revue les 5th et 7th SFG.
À la demande de Kennedy, les soldats portaient le béret vert lors de la cérémonie. Estimant que le béret vert serait un signe distinctif important, il donna l’ordre de rétablir cet emblème des Forces spéciales.

### Insigne du régiment

L'insigne régimentaire des Special Forces.

Deux flèches d'argent en sautoir, pointant vers le haut et surmontées à leur jonction par une dague d'argent avec une poignée sable pointant vers le haut ; le tout surplombant et entre un ruban sable décrivant un arc à sa base et portant la devise latine « De oppresso liber (en) » en lettres d'argent.

### Insigne de l'arme

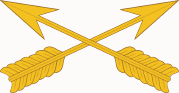
L'insigne de l'arme des Special Forces.

Il s'agit de deux flèches entrecroisées. Auparavant, des insignes à flèches croisées ont été portés par les Indian Scouts (1890-1926) et le 1er détachement du service spécial.

## Dans la culture populaire
Les trois plus célèbres représentants du corps des Bérets verts au cinéma sont John Wayne dans Les Bérets verts, Marlon Brando dans Apocalypse Now, et Sylvester Stallone dans Rambo. Bien que leur efficacité soit exagérée, les techniques de survie et de guérilla que ce dernier emploie figurent parmi les connaissances de base du Béret Vert.
Le surnom des ODA, « A-Team », a donné son titre à la série télévisée The A-Team (l'Agence tous risques).
L'agent Naked Snake du jeu vidéo Metal Gear Solid 3: Snake Eater est également un ancien béret vert.
Jack O'Hara dans la série du jeu vidéo Commandos est un béret vert.

## Inspiration
D'après le colonel français Jean Sassi, le 11e régiment parachutiste de choc a inspiré la création des Bérets Verts. En effet, en septembre 1947, impressionné par les performances du 11e Choc lors d'un exercice en Autriche, le colonel américain Aaron Bank demanda à son retour aux États-Unis la création d'une unité similaire qu'il obtint avec la création de la « Psychologic Warfare Center » (Centre de guerre psychologique) de Fort Bragg, l'école des Bérets verts.